# AKM

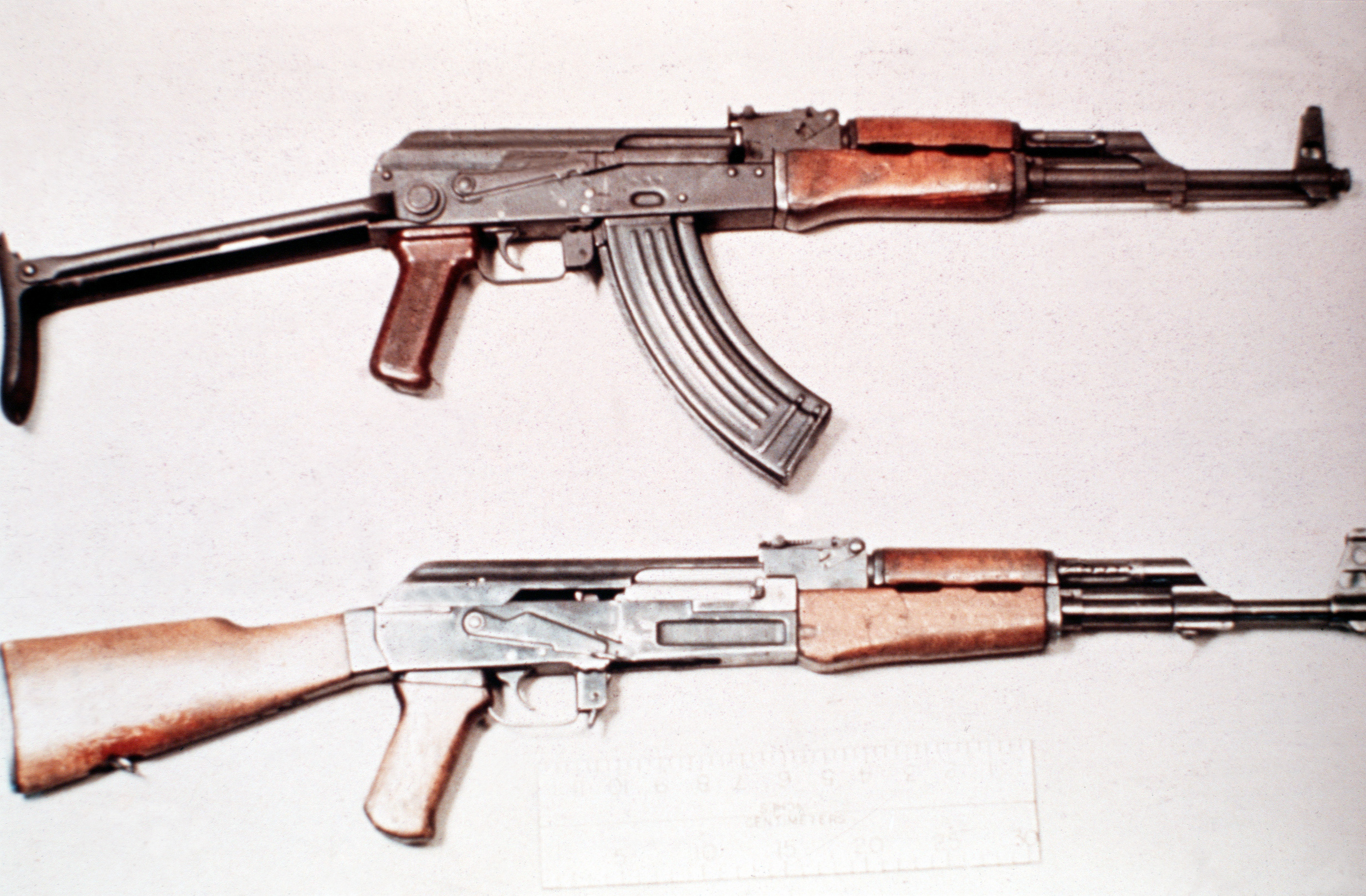
Un AKMS (a dalt) i un AK-47 (a baix).

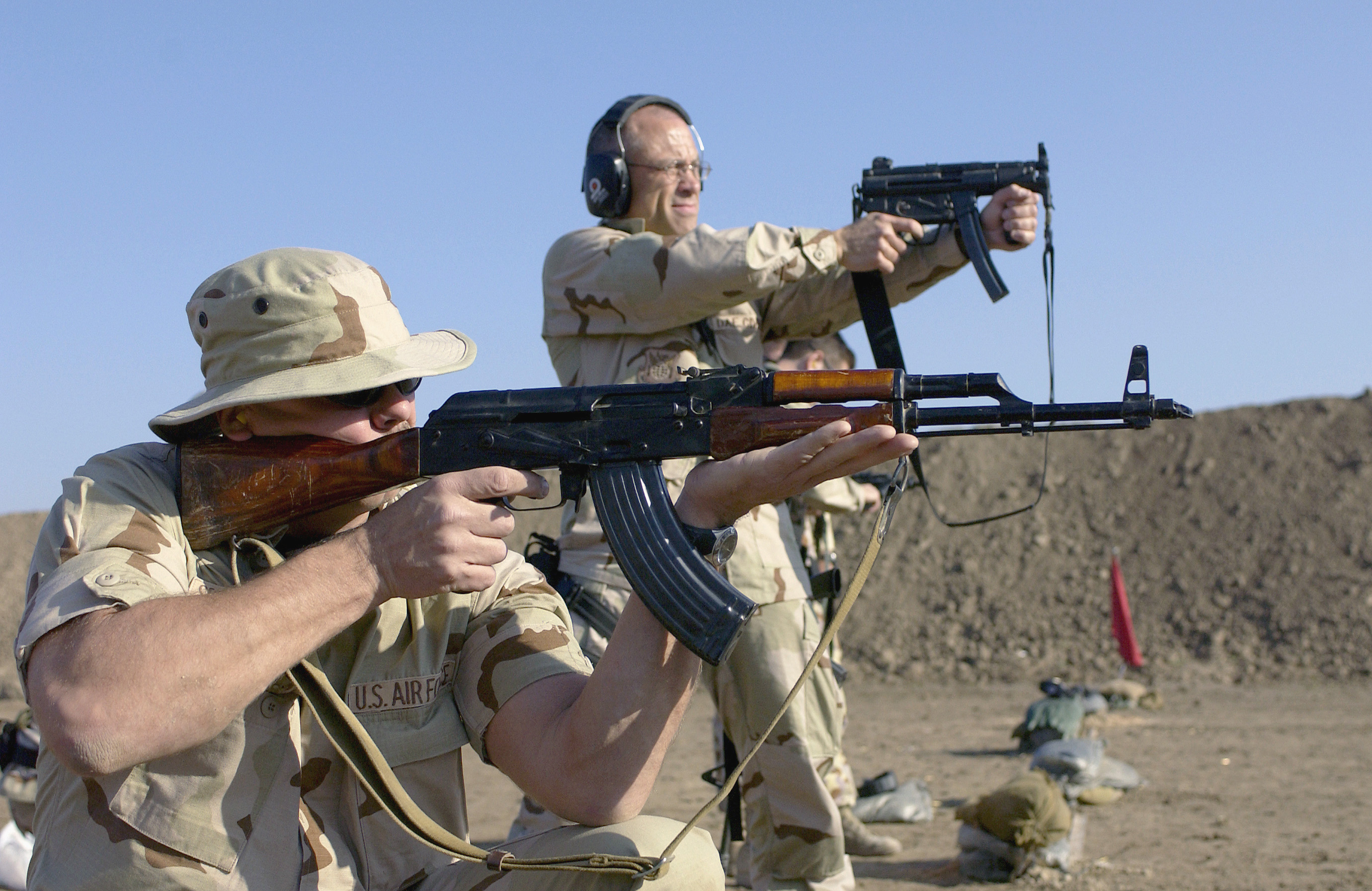
Un membre de la Força Aèria dels EUA disparant un AKM.

L' AKM (Rus: Автома́т Кала́шникова модернизированный, tr. Avtomát Kalášnikova modernizírovannyj, lit. 'Kalashnikov's Automatic Rifle Modernized') és un rifle d'assalt Kalashnikov de 7,62 × 39 mm dissenyat per Mikhaovil. És una variant modernitzada comuna del rifle AK-47 desenvolupat en la dècada de 1940. Introduït en servei amb l'exèrcit soviètic el 1959, l'AKM és la variant predominant de tota la sèrie d'armes de foc AK i ha trobat un ús generalitzat a la majoria dels estats membres de l'antic Pacte de Varsòvia i els seus aliats africans i asiàtics, a més de ser àmpliament exportat i produït a molts altres països. La producció d'aquests rifles es va dur a terme tant a la Planta d'Armes de Tula com a Izhmash. Va ser reemplaçat oficialment en el servei de primera línia soviètic per l' AK-74 a fins de la dècada de 1970, però segueix en ús a tot el món.
L'AKM manté la culata de fusta de l'AK-47, però té parts individuals més simples que són favorables per a la producció en massa. Igual que l'AK-47, hi ha moltes variants de l'AKM, com l'AKMS, l'AKML i l'AKMP.

## Descripció
L'AKM és un rifle d'assalt amb càmera pel cartutx intermedi soviètic de 7,62 × 39 mm. És de foc selectiu, operat per gas amb un forrellat rotatiu, disparant en forma semiautomàtica o completament automàtica, i té una velocitat de tret cíclica al voltant de 600 trets per minut (RPM). L'acció operada per gas té un portador de pern massís amb un pistó de gas de cursa llarga connectat permanentment. La cambra de gas es troba sobre el canó. El portador del forrellat es munta sobre els dos rails, formats al costat del receptor, amb un espai significatiu entre les parts mòbils i estacionàries. Tot i haver estat reemplaçat a finals de la dècada de 1970 per l'AK-74, l'AKM encara està en servei en algunes unitats de reserva i segona línia de l'exèrcit rus i en diversos països d'Europa de l'Est. El GRAU va designar oficialment l'AKM com el rifle d'assalt 6P1.
Comparat amb l'AK-47, l'AKM presenta millores detallades i millores que van optimitzar el rifle per a la producció en massa; algunes peces i conjunts van ser concebuts utilitzant mètodes de fabricació simplificats. En particular, el receptor d'acer fresat de l'AK-47 va ser reemplaçat per un estampat d'acer en forma d'U. Com a resultat d'aquestes modificacions, el pes de l'AKM es va reduir a ≈ 1 kg (2,2 lb), es va incrementar la precisió durant el tret automàtic i es van solucionar diversos problemes de confiabilitat. El canó revestit de crom de l'AK-47 es va mantenir, una característica comuna de les armes soviètiques que resisteix el desgast i la corrosió, particularment en condicions de camp dures i l'ús gairebé universal del bloc de l'est de municions preparades corrosivament.
El receptor de l'AKM està estampat a partir d'un full d'acer llisa d'1,0 mm (0,04 polzades), en comparació de l'AK-47, on el receptor es va mecanitzar amb acer de més calibre. Un monyó del darrere la culata i un monyó de canó davanter se subjecten al receptor en forma d'U mitjançant reblons. La carcassa del receptor també compta amb un suport de secció transversal tubular rígid que afegeix resistència estructural. Els rails de guia que ajuden el moviment del portador del forrellat que també incorpora l'ejector s'instal·len dins del receptor mitjançant soldadura per punts. Com a mesura destalvi de pes, la coberta del receptor estampada és dun metall de calibre més prim que el de lAK-47. Per mantenir la resistència i durabilitat, empra nervadures de reforç longitudinals i latitudinals.

## Història
El 1943 el rus Mikhaíl T. Kalaixnikov va crear un fusell d'assalt per utilitzar el cartutx 7,62 x 39, però el seu prototip no va ser elegit per servir a l'exèrcit roig. Així que va haver de redissenyar-lo adquirint coneixements de l'estudi d'uns fusells alemanys StG44 capturats a la guerra, així com d'altres prototips d'altres dissenyadors soviètics fins a arribar a les proves del 1947.
El 1947 va crear l'AK-47 (A vtomat K alashnikova 19 47, en rus). Entra en servei militar en 1951, però el seu ús va ser mantingut en secret per la Unió Soviètica fins a 1956, quan van començar a distribuir-ho a totes les tropes soviètiques.
El 1959 es fabrica una nova versió de l'AK-47, l'AKM. Aquest, a diferència del seu antecessor, està fet amb parts més primes, algunes de metall estampat i altres de fusta laminada, i utilitza carregadors d'alumini i plàstic per abaratir i accelerar-ne la producció. L'AKM és un quilogram més lleuger que l'AK-47.
L'AKM és en l'actualitat el fusell d'assalt més prolífic al planeta (entre còpies produïdes amb llicència i sense), sent freqüentment confós amb l'AK-47, que és el model original (actualment hi ha escasses unitats d'aquest model en servei, en comparació de l'AKM).

## Usuaris
- Afganistan[1]
- Albània[2]
- Angola[2]
- Algèria[2]
- Armènia[2]
- Azerbaidjan[2]
- Bangladesh[2]
- Benín[2]
- Belarús[2]
- Bòsnia i Hercegovina[2]
- Botswana[2]
- Bulgària:Fabricat localment.[2]
- Cap Verd[2]
- Cambodja[2]
- Qatar[2]
- Txad[2]
- Comores[2]
- Corea del Nord: Variant Tipo 68.[2]
- Cuba[2]
- Egipte[3][4][5][6][7]
- Emirats Àrabs Units[2]
- Eritrea[2]
- Eslovènia[2]
- Estònia[2]
- Etiòpia[1]
- Gabon[2]
- Geòrgia[2]
- Guinea[2]
- Guinea Bissau[2]
- Guinea Equatorial[2]
- Guyana[2]
- Hongria[2]
- Índia[2]
- Iraq[2]
- Iran[2]
- Israel[2]
- Kazakhstan[2]
- Kirguizstan[1]
- Laos[2]
- Lesotho[2]
- Letònia[2]
- Libèria[2]
- Líbia[2]
- Lituània[2]
- Macedònia del Nord[2]
- Madagascar[2]
- Mali[2]
- Marroc[2]
- Moldàvia[2]
- Mongòlia[2]
- Moçambic[2]
- Panamà[2]
- PakistanType 56.[2]
- Perú:[2]
- Polònia:Fabricat localment
- República Centreafricana[2]
- Rep. del Congo[2]
- R.D. del Congo[2]

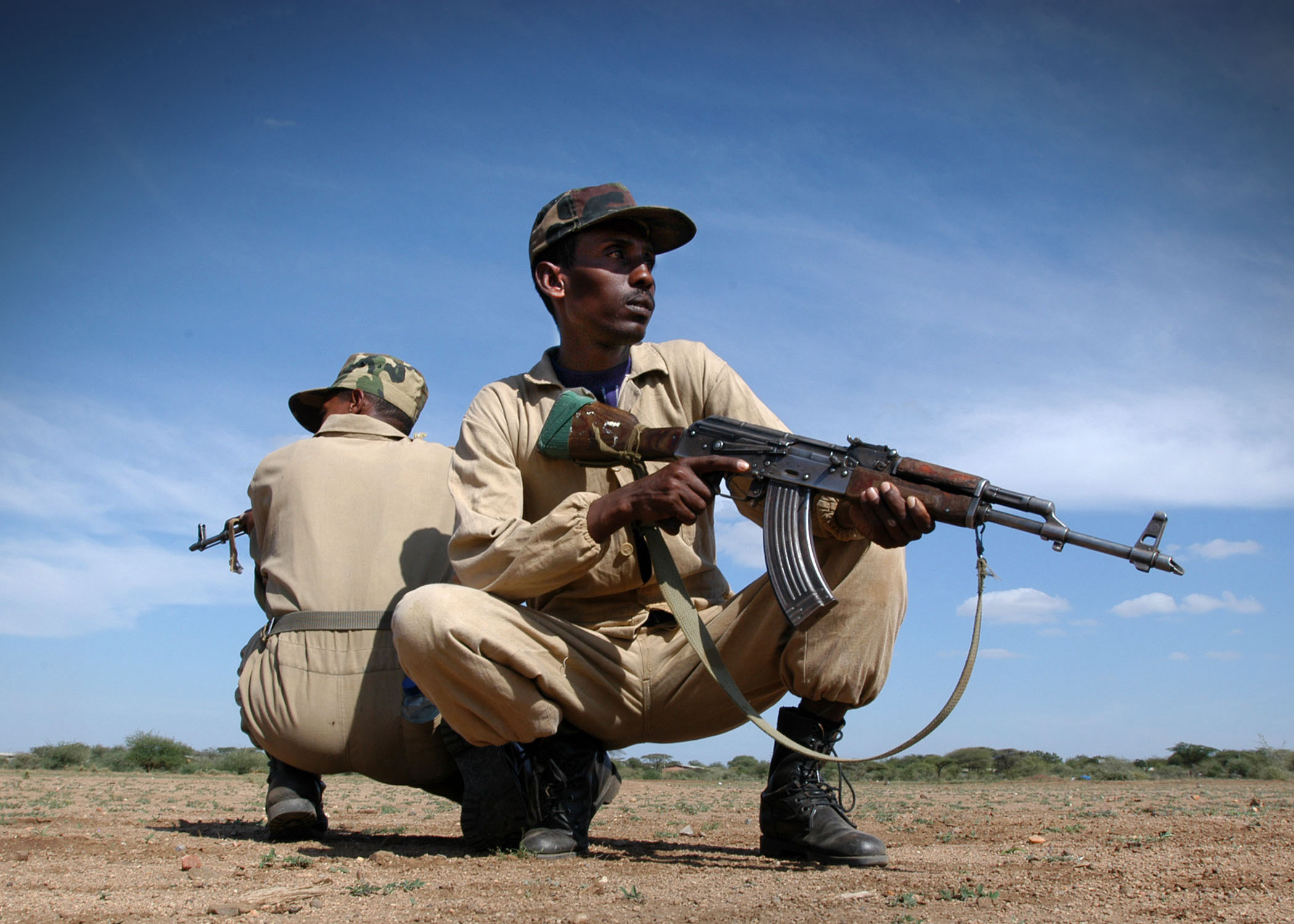
Soldats etíops armats amb AKM.

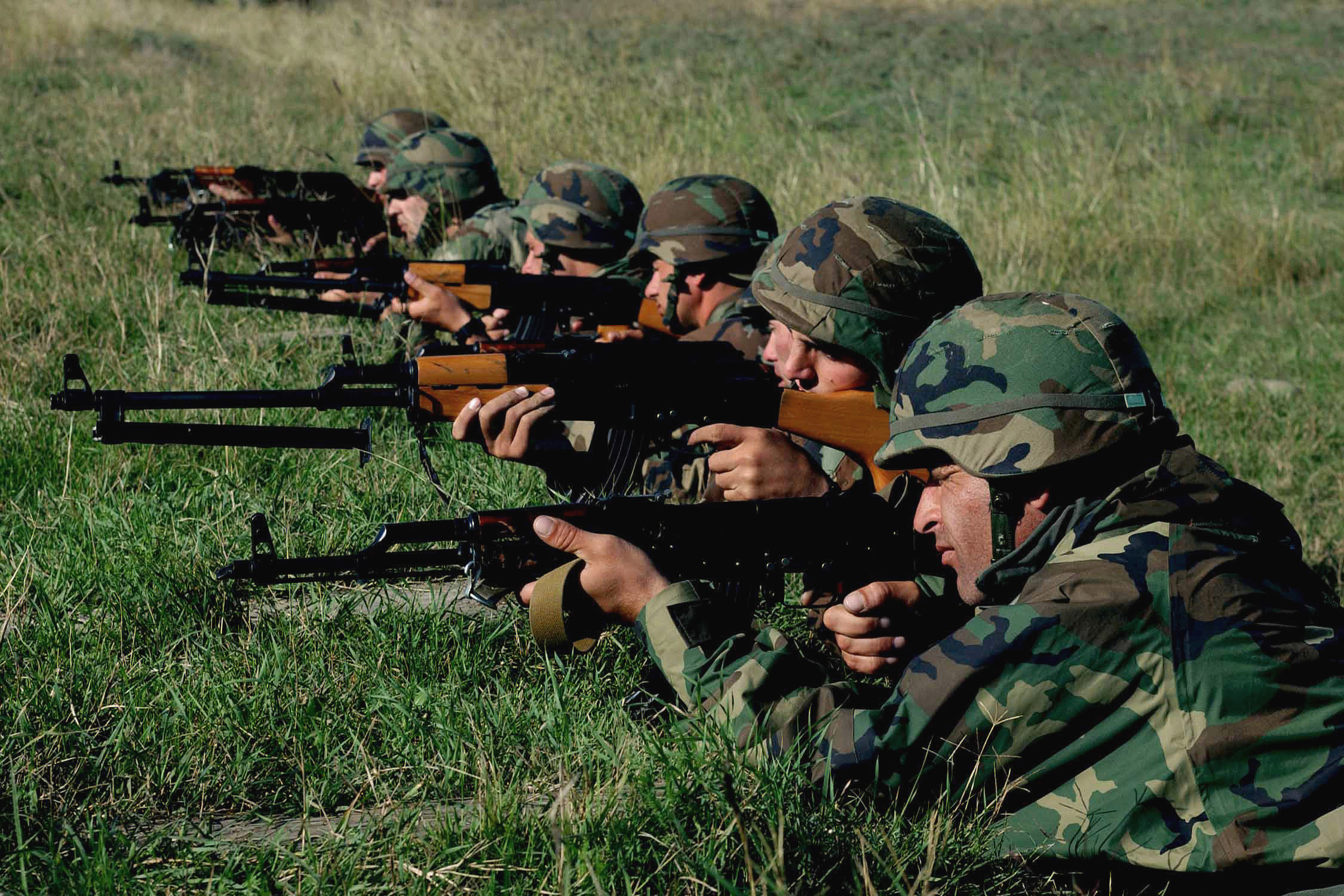
Soldats georgians entrenant amb AKM i RPK.

- Romania:Fabricat localment com PM md. 63.[2]
- Rússia[2]
- São Tomé i Príncipe[2]
- Sèrbia[2]
- Seychelles[2]
- Sierra Leone[2]
- Síria[2]
- Somàlia[2]
- Sudan[2]
- Surinam[2]
- Tanzània[2]
- Tadjikistan[2]
- Togo[2]
- Turkmenistan[2]
- Turquia[2]
- Ucraïna[2]
- Uzbekistan[2]
- Vietnam[2]
- Iemen[2]
- Djibouti[1]
- Zàmbia[2]
- Zimbàbue[2]